# Natura-2000-Stationen in Thüringen
Die zwölf Natura-2000-Stationen in Thüringen wurden 2016 bis 2019 in Thüringen gegründet, um die Natura-2000-Gebiete des Landes zu betreuen. Es sollen über 212 Fauna-Flora-Habitat-Gebiete (FFH-Gebiete), 35 FFH-Fledermausschutzobjekte und 44 EU-Vogelschutzgebiete betreut werden. Diese Natura 2000-Gebiete umfassen rund 270.000 Hektar, das entspricht etwa 17 % der Landesfläche. In diesen Natura-2000-Gebieten und deren Pufferzonen geht es um Umsetzung von Erhaltungs- und Verbesserungsmaßnahmen. In anderen Bundesländern gibt es ähnliche Stationen mit anderen Namen wie Biologische Station.

## Aufgaben
Die Natura-2000-Stationen sollen insbesondere zur Erhaltung und Wiederherstellung eines günstigen Erhaltungszustands der Lebensraumtypen und Anhang-II und IV-Arten der FFH-Richtlinie sowie der Arten Vogelschutzrichtlinie beitragen. Die Natura-2000-Stationen wurden als regionale, nicht-staatliche Einrichtungen des Naturschutzes in gemeinnütziger Trägerschaft errichtet und sollen eng mit der Verwaltung, den betroffenen Landnutzern sowie weiteren Akteuren vor Ort zusammen arbeiten. Dabei bilden die Natura-2000-Stationen eine Schnittstelle zwischen behördlichen und ehrenamtlichen Naturschutz. Die Stationen sollen Schutz-Projekte initiieren und umsetzen, Landnutzer und andere Naturschutzakteure beraten und führen Erstpflegemaßnahmen in Natura-2000-Gebieten durch und sollen eine aktive Presse- und Öffentlichkeitsarbeit sowie Umweltbildung machen.

## Finanzierung
Das Thüringer Ministerium für Umwelt, Energie und Naturschutz fördert die Stationen mit insgesamt ca. 1,65 Mio. Euro pro Jahr. Seit 2019 ist das Netzwerk der Natura-2000-Stationen im Thüringer Gesetz zur Neuordnung des Naturschutzrechts gesetzlich verankert und somit fester Bestandteil des Naturschutzes in Thüringen.

## Die zwölf Natura-2000-Stationen
Die Natura-2000-Stationen sind in nahezu ganz Thüringen tätig. Hinter den Stationen stehen seit Jahren in den Regionen tätige Vereine und Verbände.
- Kompetenzzentrum Natura-2000-Stationen hat seinen Sitz in Erfurt. Träger sind der Deutsche Verband für Landschaftspflege, BUND-Thüringen und des NABU-Thüringen. Das Kompetenzzentrum Natura-2000-Stationen  ist zusammen mit dem Thüringer Ministerium für Umwelt, Energie und Naturschutz (TMUEN) Koordinierungsstelle für das Netzwerk der Natura-2000-Stationen in Thüringen. Die Finanzierung erfolgt über das TMUEN und die Deutsche Bundesstiftung Umwelt.
- Natura-2000-Station Auen, Moore, Feuchtgebiete mit Sitz in Renthendorf hat ihr Tätigkeitsgebiet in ganz Thüringen. Träger der Station ist die Regionale LEADER-Aktionsgruppe Saale-Holzland. Es werden zudem 19 FFH-Gebiete und ein Vogelschutzgebiet betreut.
- Natura-2000-Station Gotha/Ilm-Kreis mit Sitz in Mühlberg hat ihr Tätigkeitsgebiet im Großteil des Landkreises Gotha und im Großteil des Ilm-Kreises. Träger der Station ist Naturforschende Gesellschaft Altenburg. Es werden 24 FFH-Gebiete und sieben Vogelschutzgebiete betreut.
- Natura-2000-Station Grabfeld mit Sitz in Römhild hat ihr Tätigkeitsgebiet in Teilen der Landkreise Schmalkalden-Meiningen und Hildburghausen. Träger der Station ist der Landschaftspflegeverband Thüringer Grabfeld. Es werden 17 FFH-Gebiete und vier Vogelschutzgebiete betreut.
- Natura-2000-Station Mittelthüringen/Hohe Schrecke mit Sitz in Vippachedelhausen hat ihr Tätigkeitsgebiet im Stadtgebiet Weimar, im Landkreis Sömmerda, Landkreis Weimarer Land, Teilen vom Kyffhäuserkreis und bei Sonderaufgaben z. B. im Fledermausschutz in ganz Thüringen. Träger der Station ist der Landschaftspflegeverband Mittelthüringen. Es werden 18 FFH-Gebiete, fünf Vogelschutzgebiete und alle FFH-Gebieten in Thüringen die den Fledermausschutz betreffen betreut. Ist im ganzen Bundesland zusammen mit Kooperationspartnern verantwortlich für Fledermäuse und Feldhamster sowie Projekte um Helm-Azurjungfer und Rotmilan.
- Natura-2000-Station Mittlere Saale mit Sitz in Nickelsdorf hat ihr Tätigkeitsgebiet im Stadtgebiet von Jena und im Saale-Holzland-Kreis. Träger der Station ist die Regionale LEADER-Aktionsgruppe Saale-Holzland. Es werden 19 FFH-Gebiete und ein Vogelschutzgebiet betreut.
- Natura-2000-Station Obere Saale mit Sitz in Mötzelbach hat ihr Tätigkeitsgebiet im Saale-Orla-Kreis und im Großteil des Landkreises Saalfeld-Rudolstadt. Träger der Station ist die Naturforschende Gesellschaft Altenburg. Es werden 18 FFH-Gebiete und acht Vogelschutzgebiete betreut.
- Natura-2000-Station Osterland mit Sitz in Grünberg hat ihr Tätigkeitsgebiet im Stadtgebiet Gera sowie in den Landkreisen im Altenburger Land und Greiz. Träger der Station ist der Landschaftspflegeverband Altenburger Land. Es werden 19 FFH-Gebiete und fünf Vogelschutzgebiete betreut.
- Natura-2000-Station Rhön mit Sitz in Kaltensundheim hat ihr Tätigkeitsgebiet in Teilen der Landkreise Schmalkalden-Meiningen und Wartburgkreis. Träger der Station ist der Landschaftspflegeverband BR Thüringische Rhön. Es werden 24 FFH-Gebiete und ein Vogelschutzgebiet betreut.
- Natura-2000-Station Südharz/Kyffhäuser mit Sitz in Sundhausen hat ihr Tätigkeitsgebiet in einem Großteil vom Kyffhäuserkreis und Teilen des Landkreises Nordhausen. Träger der Station ist der Landschaftspflegeverband Südharz/Kyffhäuser. Es werden 23 FFH-Gebiete und 9 Vogelschutzgebiet betreut.
- Natura-2000-Station Thüringer Wald mit Sitz in Gumpelstadt und Friedrichshöhe hat ihr Tätigkeitsgebiet im Stadtgebiet Suhl, im Landkreis Sonneberg und in Teilen der Stadt Eisenach und der Landkreise Gotha, Hildburghausen, Ilm-Kreis und Wartburgkreis. Träger der Station ist der Landschaftspflegeverband Thüringer Wald . Es werden 28 FFH-Gebiete und fünf Vogelschutzgebiete betreut.
- Natura-2000 Station Possen mit Sitz in Sondershausen hat ihren regionalen Tätigkeitsbereich auf den 1000 ha Wildniswaldflächen und 500 ha Erholungswald im FFH-Gebiet Hainleite-Wipperdurchbruch-Kranichholz in der mittleren Hainleite sowie thüringenweite Aufgaben im Bereich Waldlebensräume und (Wald-)Biotopverbund. Träger der Station ist der Trägerverbund Natura 2000-Station Possen e.V.
- Die Natura-2000-Station Unstrut-Hainich/Eichsfeld mit Sitz in Wolfsbehringen hat ihr Tätigkeitsgebiet im Großteil des Landkreises Eichsfeld, im Unstrut-Hainich-Kreis sowie dem nördlichen Wartburgkreis und Teilen der Stadt Eisenach. Träger der Station ist die Wildtierland Hainich gGmbH. Das Tätigkeitsgebiet wird geprägt durch trockene und magere Lebensräume auf Muschelkalk und den feuchten und fruchtbaren Tälern der Werra und Unstrut. Mit dem Laubwaldgebiet Hainich umfasst sie außerdem mit über 15.000 Hektar das größte FFH-Gebiet in Thüringen. Auf den kargen Muschelkalkplateus entstanden durch jahrhundertelange Schaf- und Ziegenbeweidung wertvolle Kalk- und Halbtrockenrasen. 27 FFH-Gebiete und vier EU-Vogelschutzgebiete befinden sich im Tätigkeitsbereich der Natura 2000-Station Unstrut-Hainich / Eichsfeld.[2]